# Пессина-Кремонезе
Пессина-Кремонезе (итал. Pessina Cremonese) — коммуна в Италии, располагается в регионе Ломбардия, в провинции Кремона.
Население составляет 755 человек (2008 г.), плотность населения составляет 34 чел./км². Занимает площадь 22 км². Почтовый индекс — 26030. Телефонный код — 0372.
Приходской храм освящён в честь святого великомученика Георгия.

## Демография
Динамика населения:

## Администрация коммуны
- Официальный сайт: